# عبد السلام أبو بكر
عبد السلام أبو بكر Abdulsalami Abubakar (ولد عام 1942) جنرال نيجيري، تولى منصب رئيس نيجيريا بين يونيو 1998 حتى مايو 1999. خلف في هذا المنصب ساني أباتشا بعد وفاته. ومن أبرز ما يميز عهده الدستور الجديد للبلاد، الذي تم إقراره في 5 مايو 1999، الذي قرر فيه انتخابات متعددة الأحزاب. سلم أبو بكر السلطة إلى الرئيس المنتخب أولوسيجون أوباسانجو.

## روابط خارجية
- عبد السلام أبو بكر على موقع الموسوعة البريطانية (الإنجليزية)
- عبد السلام أبو بكر على موقع مونزينجر (الألمانية)